# Марс Хил-Блејн (Мејн)
Марс Хил-Блејн (енгл. Mars Hill-Blaine) град је у америчкој савезној држави Мејн.

## Демографија
По попису из 2000. године број становника је 1.428.
| Група             | 2000.         | 2010.    |
| Белци             | 1.386 (97,1%) | 0 (0,0%) |
| Афроамериканци    | 1 (0,1%)      | 0 (0,0%) |
| Азијати           | 1 (0,1%)      | 0 (0,0%) |
| Хиспаноамериканци | 8 (0,6%)      | 0 (0,0%) |
| Укупно            | 1.428         | 0        |